# 山野 ビッグ・バンド・ジャズ・コンテスト
山野 ビッグ・バンド・ジャズ・コンテスト（やまの ビッグバンドジャズコンテスト、YAMANO BIG BAND JAZZ CONTEST、通称「YBBJC」）は、日本の学生ビッグバンド・ジャズオーケストラを対象とした音楽コンクール。山野楽器主催。

## 概要
山野楽器の掲げる企業理念である「音楽普及による社会貢献」の一環として、学生ビッグバンドの質と技術の向上、学生間の音楽交流とコミュニケーションの推進、ビッグバンドジャズの普及推進を目指して開催される。当初は首都圏の学生ビッグバンドによるジョイントコンサート形式だった（従って第2回から第5回の間は「山野ビッグ・バンド・ジャズ・コンサート」だった）が、1974年以降はコンクール形式が定着している。キャッチコピーでもある「Let's Drive Together!」は第1回から継続して使用されている。
対象となるバンドは全国の大学・大学院・短期大学・専門学校に所属するビッグバンドで、メンバーの在籍校は問わない（従って、他校のビッグバンドに参加して出場することも出来る）が、プレーヤーは大学生（大学院生・短大生を含む）及び専門学校生に限られる。評価はバンドとしての評価（10項目による採点）及びソリストに対する評価（4項目による採点）が行われ、バンドには上位10位の表彰、ソリストには最優秀1名・優秀2名程度の個人表彰が行われる。
本コンテストに出場・受賞したプレーヤーがプロのミュージシャンに転向するケースも少なくなく、会場規模の拡大、予選会形式の導入など、人気が高まっている。

### 主催・後援など
- 主催 - 株式会社山野楽器
- 後援 - 府中市（2003年以降・府中開催時）/ さいたま市（2010年以降・大宮開催時）、財団法人音楽文化創造、InterFM、日刊スポーツ新聞社、日経就職ナビ
- 協賛 - ヤマハ、ウイダーinゼリー、日本マクドナルド、野中貿易、富士通テン

## 沿革
- 1970年（昭和45年）6月20日 - 山野楽器主催の音楽イベント「山野 ビッグ・バンド・サークル」の行事の一つとして13バンド出演による「ビッグ・バンド・フェスティバル'70」を開催[1]（現在のYBBJCの第1回）。会場はサンケイホール。
- 1971年（昭和46年）7月11日 - 名称を「山野 ビッグ・バンド・ジャズ・コンサート」に改称。会場も日比谷公会堂に移る（以後第11回まで、日比谷公会堂・神田共立講堂・中野サンプラザホール・渋谷公会堂など毎年のように会場が移動する）。
- 1974年（昭和49年）9月8日 - 「第5回記念」としてコンクール形式を導入[1]。
- 1975年（昭和50年）8月30日・31日 - 名称を現在の「山野 ビッグ・バンド・ジャズ・コンテスト」に改め、正式にコンテスト（コンクール）形式となる[1]。期日もこの年以降2日間となり、現在のスタイルの原型ができあがる。
- 1981年（昭和56年）8月26日・27日 - この年の第12回以降、会場が日本青年館大ホールで定着する[1]。
- 1992年（平成4年）8月8日・9日 - この年の第23回から総合司会がいソノてルヲ（音楽評論家、手塚仁雄衆議院議員の父）から国府弘子に代わる[1]。
- 2002年（平成14年）8月17日・18日 - この年の第33回は、それまで使用してきた日本青年館大ホールが手狭になったことから新宿文化センターで開催[1]。
- 2003年（平成15年）8月16日・17日 - この年の第34回以降、府中市の協力により、会場を府中の森芸術劇場どりーむホールに移動。参加バンド数の増加に伴い予選会形式を導入（本選出場40バンド）[1]。
- 2010年（平成22年）8月14日・15日 - この年の第41回以降、さいたま市の協力により、会場を大宮ソニックシティ大ホールに移動。本選出場が35バンドに。
- 2017年（平成29年）以降再び会場が持ち回り開催になる。同年は東京国際フォーラムホールA、
- 2018年(平成30年)府中、
- 2019年(平成31年)大宮。
- 2024年(令和6年）8月17日・18日 - この年の第55回以降、川崎市の協力により、会場をカルッツかわさき（川崎市スポーツ・文化総合センター）ホールに移動。

## 主な出身ミュージシャン
- 伊東たけし（日本大学リズム・ソサエティ・オーケストラ、第7回大会優秀ソリスト賞）
- 神保彰（慶應義塾大学ライト・ミュージック・ソサエティ、第9・10回大会出場）
- 都並清史〔元・ビブラストーン〕（立教大学ニュー・スウィンギン・ハード、第9・10回大会出場、第11回大会優秀ソリスト賞）
- 本田雅人（国立音楽大学ニュー・タイド・ジャズ・オーケストラ、第14回大会最優秀ソリスト賞）